# Путинци
Путинци су насеље у општини Рума, у Сремском округу, у Србији. Према попису из 2022. било је 2360 становника. Постојање насеља пут је забележено 1416. године. Према првом познатом попису у насељу су постојала 32 домаћинства.

## Демографија
У насељу Путинци живи 2600 пунолетних становника, а просечна старост становништва износи 40,6 година (39,4 код мушкараца и 41,8 код жена). У насељу има 1065 домаћинстава, а просечан број чланова по домаћинству је 3,05.
Ово насеље је великим делом насељено Србима (према попису из 2002. године).
| Демографија | Демографија     | Демографија     |  | График промене броја становника током 20. века |
| Година      | Број становника | Број становника |  | График промене броја становника током 20. века |
| 1791.       | 538             |                 |  | График промене броја становника током 20. века |
| 1810.       | 557             |                 |  | График промене броја становника током 20. века |
| 1948.       | 2.251           |                 |  | График промене броја становника током 20. века |
| 1953.       | 2.294           |                 |  | График промене броја становника током 20. века |
| 1961.       | 3.029           |                 |  | График промене броја становника током 20. века |
| 1971.       | 2.938           |                 |  | График промене броја становника током 20. века |
| 1981.       | 3.075           |                 |  | График промене броја становника током 20. века |
| 1991.       | 2.890           | 2.841           |  | График промене броја становника током 20. века |
| 2002.       | 3.244           | 3.439           |  | График промене броја становника током 20. века |
| 2011.       | 2.745           |                 |  |                                                |

| Етнички састав према попису из 2002.‍ | Етнички састав према попису из 2002.‍ | Етнички састав према попису из 2002.‍ | Етнички састав према попису из 2002.‍ | Етнички састав према попису из 2002.‍ |
| ------------------------------------ | ------------------------------------ | ------------------------------------ | ------------------------------------ | ------------------------------------ |
|                                      |                                      |                                      |                                      |                                      |
| Срби                                 | Срби                                 |                                      | 3.083                                | 95,03%                               |
| Југословени                          | Југословени                          |                                      | 21                                   | 0,64%                                |
| Хрвати                               | Хрвати                               |                                      | 20                                   | 0,61%                                |
| Роми                                 | Роми                                 |                                      | 17                                   | 0,52%                                |
| Мађари                               | Мађари                               |                                      | 17                                   | 0,52%                                |
| Муслимани                            | Муслимани                            |                                      | 5                                    | 0,15%                                |
| Руси                                 | Руси                                 |                                      | 3                                    | 0,09%                                |
| Црногорци                            | Црногорци                            |                                      | 2                                    | 0,06%                                |
| Украјинци                            | Украјинци                            |                                      | 2                                    | 0,06%                                |
| Румуни                               | Румуни                               |                                      | 2                                    | 0,06%                                |
| Македонци                            | Македонци                            |                                      | 2                                    | 0,06%                                |
| Словенци                             | Словенци                             |                                      | 1                                    | 0,03%                                |
| Словаци                              | Словаци                              |                                      | 1                                    | 0,03%                                |
| Русини                               | Русини                               |                                      | 1                                    | 0,03%                                |
| Бошњаци                              | Бошњаци                              |                                      | 1                                    | 0,03%                                |
| непознато                            | непознато                            |                                      | 18                                   | 0,55%                                |

| Година пописа     | 1948. | 1953. | 1961. | 1971. | 1981. | 1991. | 2002. |
| ----------------- | ----- | ----- | ----- | ----- | ----- | ----- | ----- |
| Број домаћинстава | 502   | 562   | 812   | 845   | 923   | 899   | 1.065 |

| Број чланова      | 1   | 2   | 3   | 4   | 5   | 6  | 7 | 8 | 9 | 10 и више | Просек |
| ----------------- | --- | --- | --- | --- | --- | -- | - | - | - | --------- | ------ |
| Број домаћинстава | 202 | 253 | 193 | 230 | 117 | 52 | 9 | 5 | 3 | 1         | 3,05   |

| Пол    | Укупно | Неожењен/Неудата | Ожењен/Удата | Удовац/Удовица | Разведен/Разведена | Непознато |
| ------ | ------ | ---------------- | ------------ | -------------- | ------------------ | --------- |
| Мушки  | 1.321  | 430              | 783          | 71             | 36                 | 1         |
| Женски | 1.423  | 309              | 794          | 281            | 39                 | 0         |
| УКУПНО | 2.744  | 739              | 1.577        | 352            | 75                 | 1         |

| Пол    | Укупно                    | Пољопривреда, лов и шумарство | Рибарство                            | Вађење руде и камена | Прерађивачка индустрија       |
| ------ | ------------------------- | ----------------------------- | ------------------------------------ | -------------------- | ----------------------------- |
| Мушки  | 642                       | 163                           | 1                                    | 0                    | 148                           |
| Женски | 329                       | 71                            | 0                                    | 0                    | 111                           |
| УКУПНО | 971                       | 234                           | 1                                    | 0                    | 259                           |
| Пол    | Производња и снабдевање   | Грађевинарство                | Трговина                             | Хотели и ресторани   | Саобраћај, складиштење и везе |
| Мушки  | 15                        | 79                            | 48                                   | 14                   | 67                            |
| Женски | 3                         | 4                             | 40                                   | 13                   | 9                             |
| УКУПНО | 18                        | 83                            | 88                                   | 27                   | 76                            |
| Пол    | Финансијско посредовање   | Некретнине                    | Државна управа и одбрана             | Образовање           | Здравствени и социјални рад   |
| Мушки  | 0                         | 3                             | 24                                   | 14                   | 6                             |
| Женски | 1                         | 3                             | 8                                    | 25                   | 22                            |
| УКУПНО | 1                         | 6                             | 32                                   | 39                   | 28                            |
| Пол    | Остале услужне активности | Приватна домаћинства          | Екстериторијалне организације и тела | Непознато            | Непознато                     |
| Мушки  | 13                        | 3                             | 0                                    | 44                   | 44                            |
| Женски | 2                         | 0                             | 0                                    | 17                   | 17                            |
| УКУПНО | 15                        | 3                             | 0                                    | 61                   | 61                            |